# Musculus rotatores lumborum
A musculus rotatores lumborum egy izom az ember ágyéki csigolyái között.

## Eredés, tapadás, elhelyezkedés
Az ágyéki csigolyák között található. A processus transversus vertebrae-ről ered és az eggyel felette lévő csigolya processus spinosus vertebrae-én tapad.

## Funkció
Forgatja a gerincet.

## Beidegzés
A ramus posterior nervi spinalis idegzi be.

## Külső hivatkozások
- Kép, leírás